# Headgear
Der Headgear (wörtlich: Kopfgerät) ist eine kieferorthopädische Apparatur zur extraoralen Abstützung.

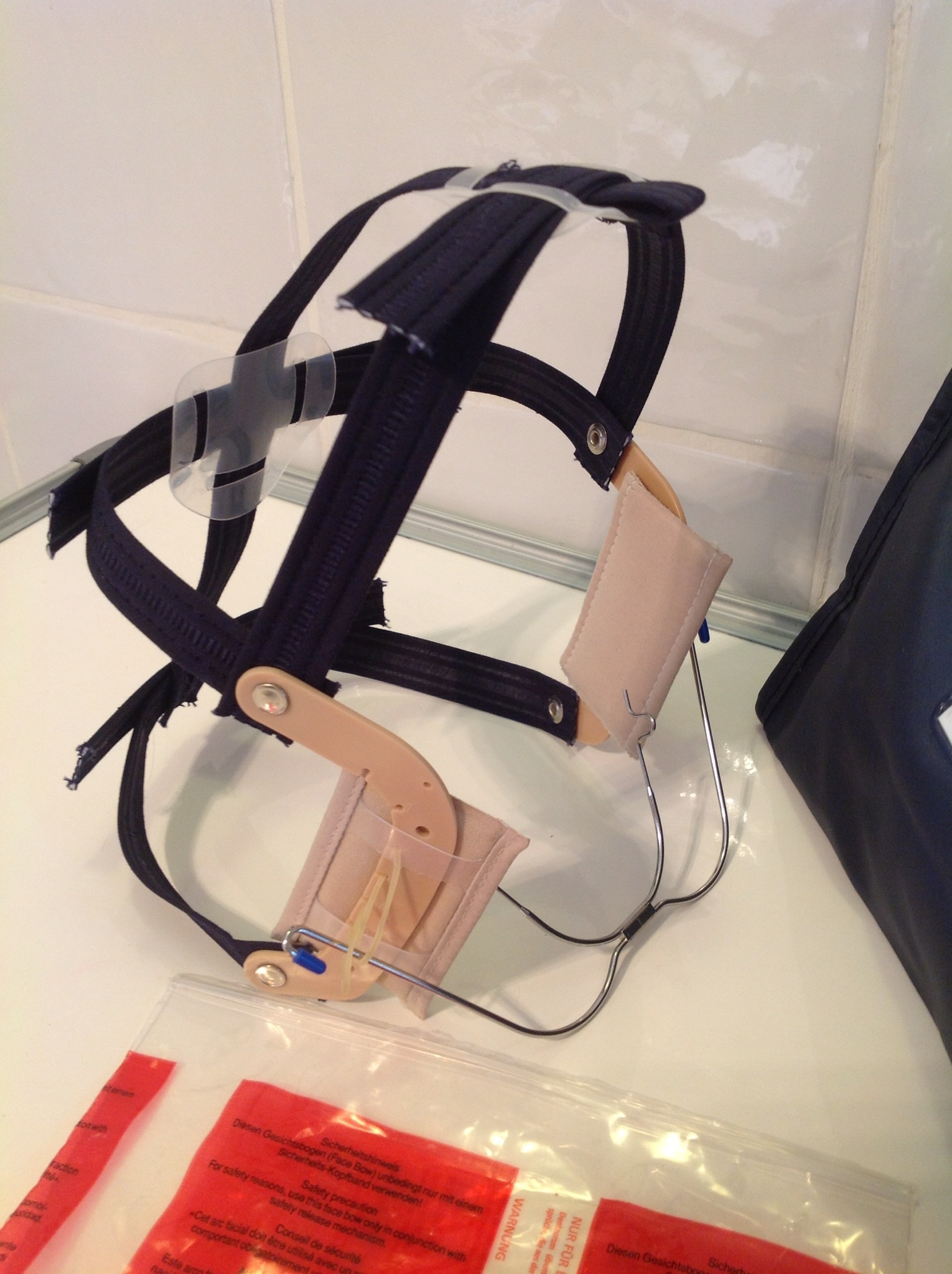
Headgear mit Befestigungsbändern

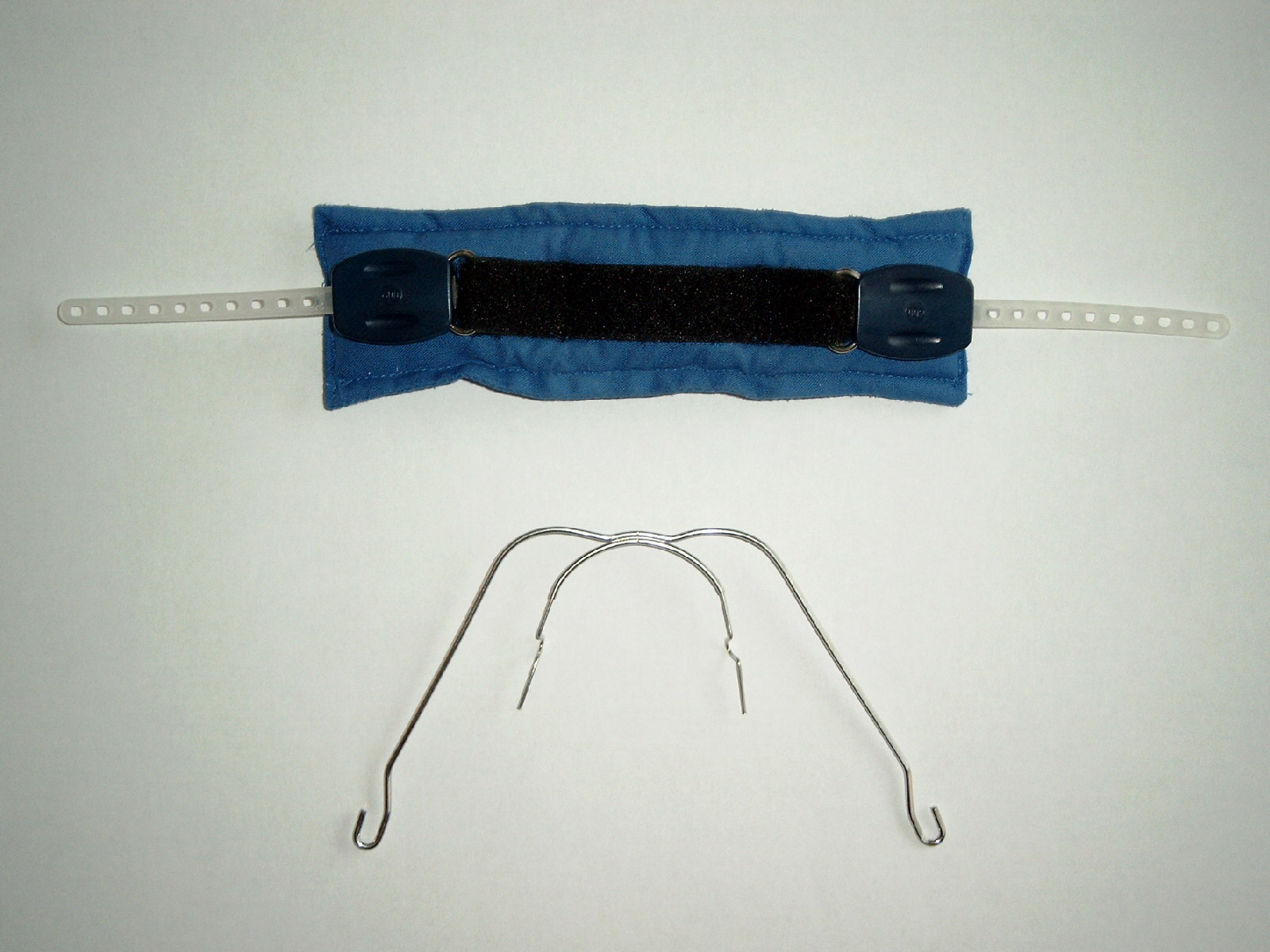
Facebow mit Nackenband

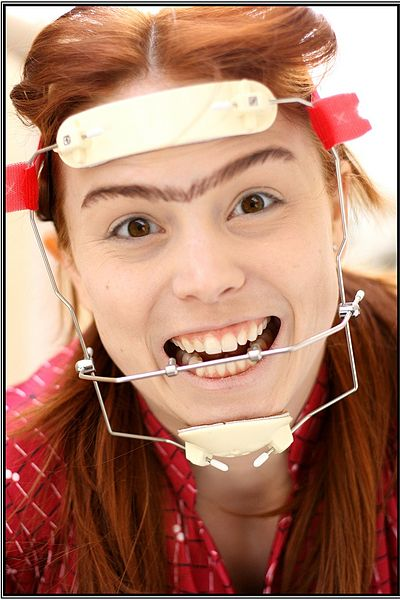
Angelegtes Headgear; hier: Delaire-Maske

## Aufbau
Der Headgear besteht grundsätzlich aus einem Metallbügel und einer Kopfkappe bzw. einem Nackenband. Der Metallbügel weist einen inneren und einen äußeren Bogen auf. Der innere Bogen wird in Röhrchen an den hinteren Backenzähnen oder an einer herausnehmbaren Apparatur befestigt. Der äußere Bogen liegt außerhalb des Mundes. Die Enden des äußeren Bogens sind mit Häkchen versehen, an welchen die Kopfkappe oder das Nackenband mittels Federzügen eingehängt werden. Da der Bogen auch von außen sichtbar ist, wird er vielfach als Außenspange bezeichnet. Der Headgear gehört zu den herausnehmbaren Apparaturen.
Anmerkung: Der Metallbogen wird in der angelsächsischen Literatur als „facebow“ bezeichnet. Dieser ist nicht zu verwechseln mit dem im deutschen Sprachgebrauch üblichen Gesichtsbogen, welcher ein Hilfsmittel in der Zahntechnik ist.

## Indikation
Der Headgear wird dann angewandt, wenn Backenzähne nach hinten verlagert (distalisiert) bzw. in ihrer Position gehalten werden sollen. Darüber hinaus können Backenzähne rotiert oder der Zahnbogen leicht expandiert werden. Dies macht eine Abstützung außerhalb des Mundes erforderlich.
Je nach gewünschtem Effekt, bzw. angelegter Zugrichtung werden unterschieden:
- Highpull Headgear (Kopfkappe)
- Straightpull Headgear (Kopfkappe und Nackenband)
- Lowpull Headgear (Nackenband)

Die tägliche Tragezeit liegt bei ca. 14–16 Stunden, d. h. der Headgear muss in der Regel nicht in der Schule bzw. zur Arbeit getragen werden. Bei regelmäßigem Nachmittagsunterricht ist jedoch ein Tragen auch während der Schulzeit anzuraten. Es ist unbedingt erforderlich, dass der Headgear regelmäßig und konsequent getragen wird, um den Behandlungserfolg zu gewährleisten. Beim Essen und zum Sport wird der Headgear generell nicht getragen. Die Verwendung war in den 1980er Jahren stark verbreitet, in den 1990er Jahren wurden zunehmend alternative Behandlungsmethoden genutzt, die sich allerdings als weniger effizient erwiesen, doch meist als angenehmer empfunden werden. Zudem werden ihre Kosten nicht von den Krankenkassen übernommen. Im Interesse einer kurzen Behandlungsdauer kommt der Headgear mittlerweile wieder häufiger zum Einsatz. Auch gibt es regionale Unterschiede in der Verwendung; in den Niederlanden zum Beispiel wird der Headgear häufiger eingesetzt als in Deutschland und Österreich. Zugleich wird der Headgear in den Niederlanden sehr oft auch während des Schulunterrichts getragen.
Zu Beginn der Behandlung mit dem Headgear treten beim Tragen mitunter starke Schmerzen auf, und die Kopfkappe wird zuweilen während des Schlafens abgestreift. Während der ersten Behandlungswochen können Schmerztabletten das Ertragen der Schmerzen erleichtern. Zudem ist es empfehlenswert, den Headgear während dieser Zeit ganztags zu tragen, damit sich der Patient besser an die Außenspange und die wirkenden Kräfte gewöhnen kann. Eine Notwendigkeit des ganztägigen Tragens besteht jedoch nicht.

## Nachteile
Wesentlicher Nachteil des Headgears ist die Abhängigkeit des Behandlungserfolges von der Mitarbeit des Patienten. Unregelmäßiges Tragen führt dazu, dass sich das Behandlungsziel entweder erst stark verzögert oder – im Extremfall – gar nicht einstellt. Nach einer Tragezeit von etwa drei Monaten sollten erste Resultate zumindest für den Behandler sichtbar sein.
Dass allerdings von manchen Kieferorthopäden deshalb bei Feststellung unzureichender Mitarbeit des Patienten eine Fixierung des Headgears vorgenommen wird, damit dieser vom Patienten nicht wieder entfernt werden kann, ist ein Ammenmärchen, das des Öfteren im Internet auftaucht. Wegen seiner Auffälligkeit wird der Headgear von manchen Patienten, Eltern oder Behandlern als unästhetisch empfunden. Einzelne Kieferorthopäden lehnen die Verwendung des Headgears kategorisch ab.

## Alternativen
Alternativ zum Headgear können je nach Bissfehler und Indikation u. U. eingesetzt werden:
- Minischrauben
- Kieferorthopädische Implantate
- Pendel-Apparatur
- Bondemarkare